# Gustave Boulanger
Gustave Clarence Rodolphe Boulanger, född 24 april 1824, död 22 september 1888, var en fransk konstnär. Han var känd för sina klassiska och orientalistiska motiv.
Boulanger var lärjunge till Paul Delaroche och erhöll 1849 Rompriset. Han framställde mest scener från antiken. Till några av sina färgstarkare bilder inspirerades han av folklivet i Algeriet.
Boulanger finns representerad vid bland annat Göteborgs konstmuseum.

## Galleri

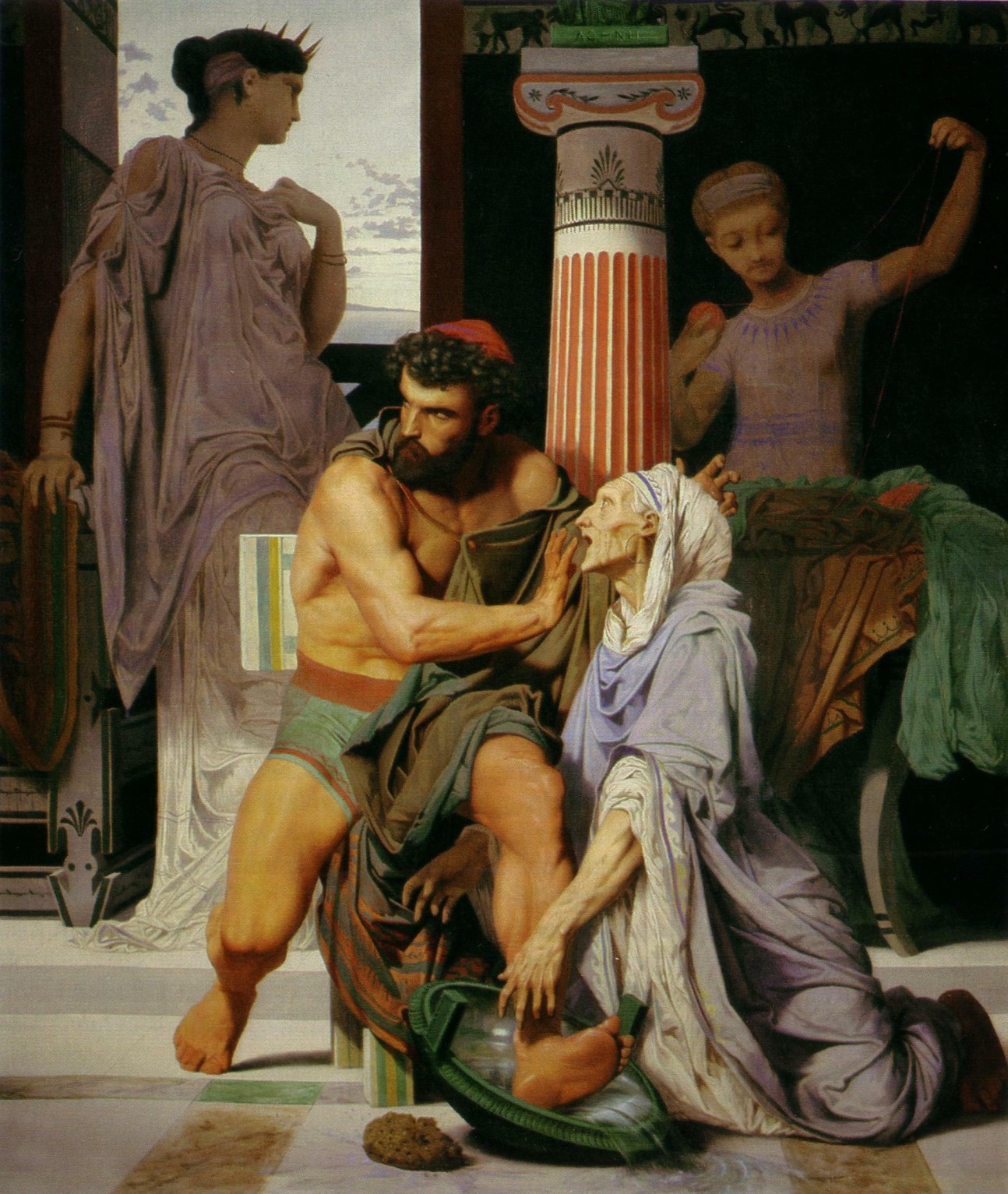
Ulysse reconnu par Euryclée (1849).
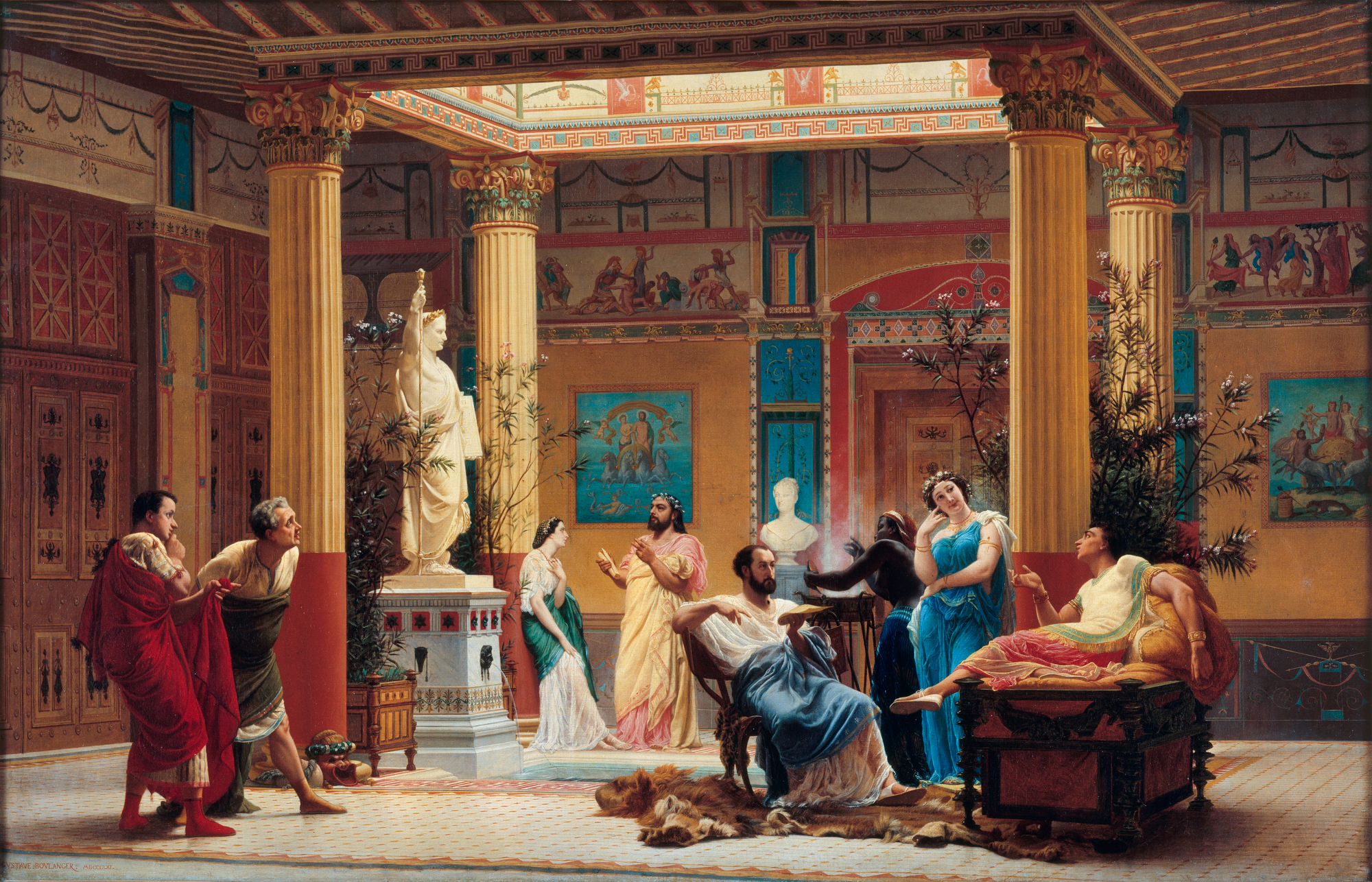
Répétition du "Joueur de flûte" et de la "Femme de Diomède" chez le prince Napoléon (1861).
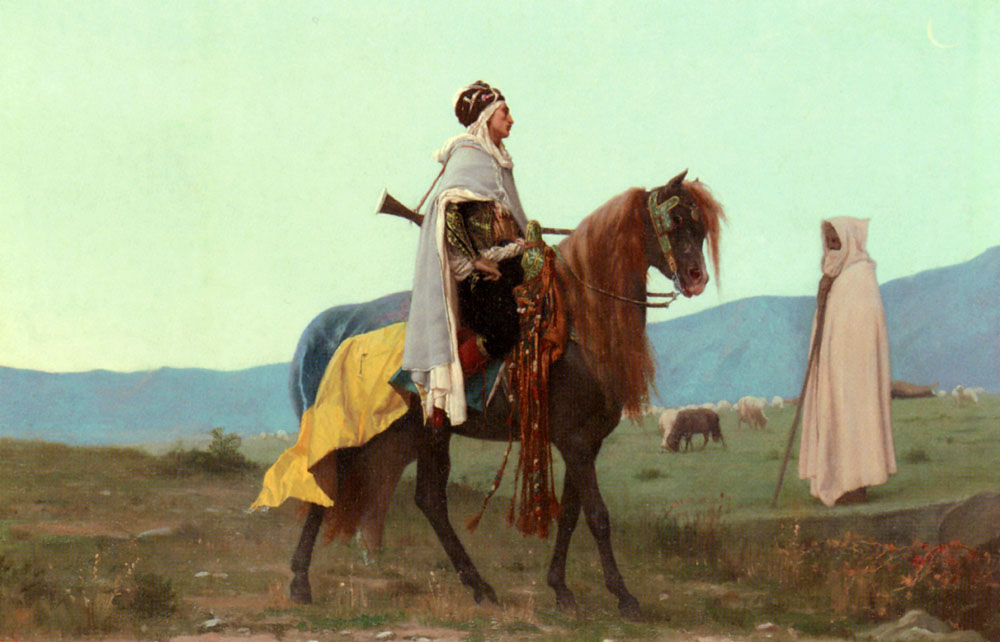
Un cavalier arabe (1865).
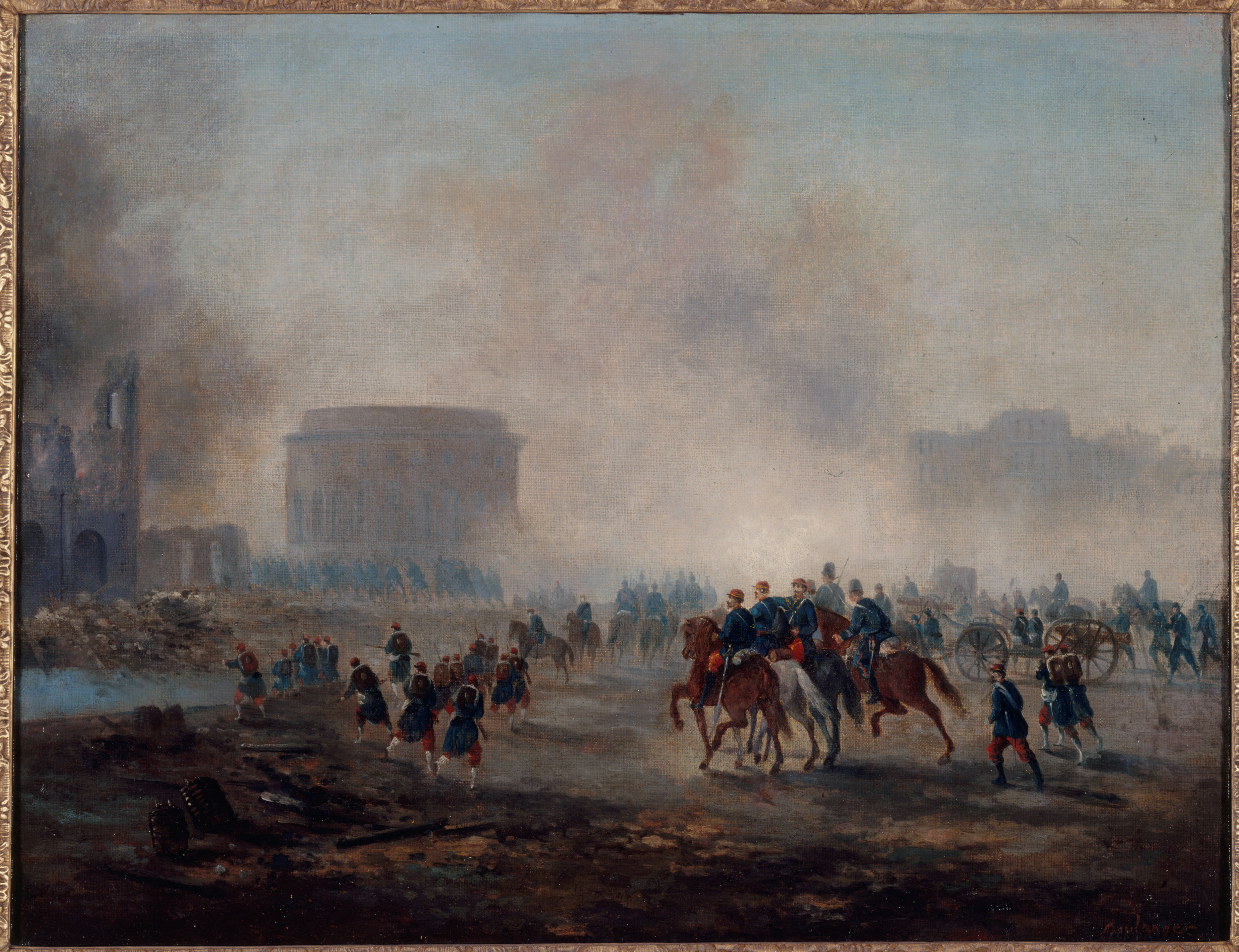
La Villette cernée par les troupes versaillaises, mai 1871 (1871).
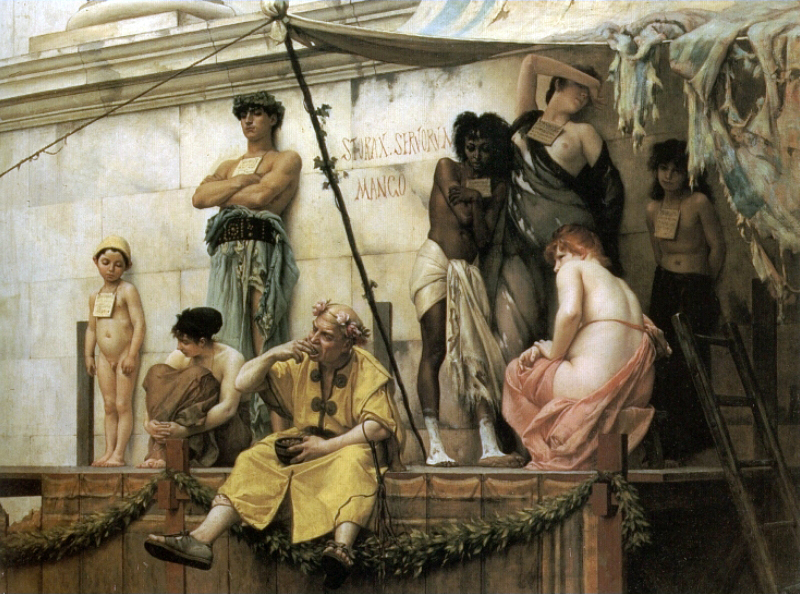
Slavmarknaden (1882).
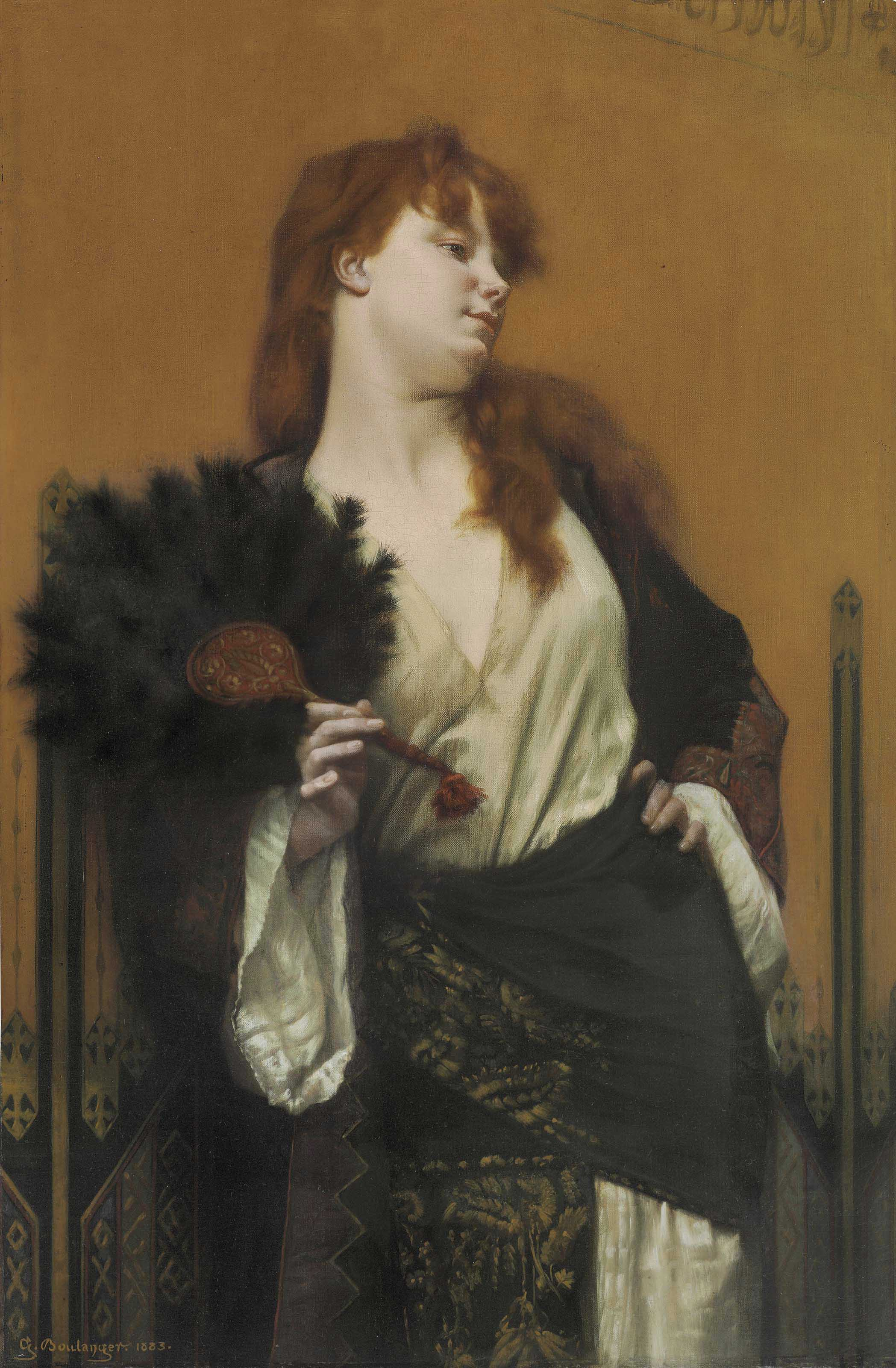
Une captive.